# 맘페땃쥐
맘페땃쥐(Crocidura virgata)는 땃쥐과에 속하는 포유류의 일종이다. 나이지리아와 카메룬에서 발견된다. 1940년 샌더슨(Sanderson)이 발견했다.